# 芦屋桜
芦屋 桜（あしや さくら、1982年9月21日 - ）は、日本のタレント、モデル。シンフォニア所属。

## 来歴
スカウトされて、2007年デビュー。

## 人物
- 特技は、トロンボーン演奏

## 出演

### 情報・バラエティ
- オジサンズ11（2008年、日本テレビ）
- 板東英二の欲バリ市場（2008年、毎日放送）
- 真夜中市場〜ハイヒールの眠れない夜〜（2008年、関西テレビ）
- たけしのニッポンのミカタ!（テレビ東京）
- SmaSTATION!!（テレビ朝日）

### モデル
- JR西日本 ポスターモデル
- 守口ミッドサイト 広告モデル
- 山崎実業 カタログモデル
- 派遣会社VP
- 積水ハウスVP
- アテニア化粧品WEBモデル